# ロベルト・クラヴェーロ
ロベルト・クラヴェーロ（Roberto Cravero、1964年1月3日 - ）は、イタリア、ヴェナリーア・レアーレ出身の元サッカー選手。現役時代のポジションはDF。

## 経歴
トリノFCのプリマベーラ出身、トップチーム昇格後はキャプテンを務めた。この間の1991-92年シーズン、UEFAカップ決勝で準優勝を果たした。1992-93年シーズンからの3期はSSラツィオでプレーした。1995年にトリノに復帰、引退する1998年までプレーした。トリノでは通算300試合18ゴール。
イタリア代表U-23代表としてソウルオリンピックに出場、フル代表として1988年の欧州選手権に参加したが、フル代表での試合出場歴は無い。

## タイトル
- トリノ
  - セリエB : 1989-90